# Tin (Newsreader)
tin ist ein textbasierter Newsreader für Unix-basierte Betriebssysteme und wurde ursprünglich von Iain Lea geschrieben. Er stellt eine Weiterentwicklung von Richard „Rich“ Skrentas tass dar, von dem er 1991 abgeleitet wurde. Seither wird das Projekt kontinuierlich weiterentwickelt. tin läuft in der Kommandozeile und zeichnet sich durch seine einfache Bedienung aus. Er ist unter der BSD-Lizenz lizenziert und unter zahlreichen Betriebssystemen lauffähig.